# Ospedale di San Francesco Grande
L'ospedale di San Francesco Grande è stato il maggiore ospedale della città di Padova dal 1416 al 1798, quando fu sostituito dall'ospedale Giustinianeo. Fu uno dei principali nosocomi che videro, in età moderna, lo sviluppo della medicina clinica.

## Storia

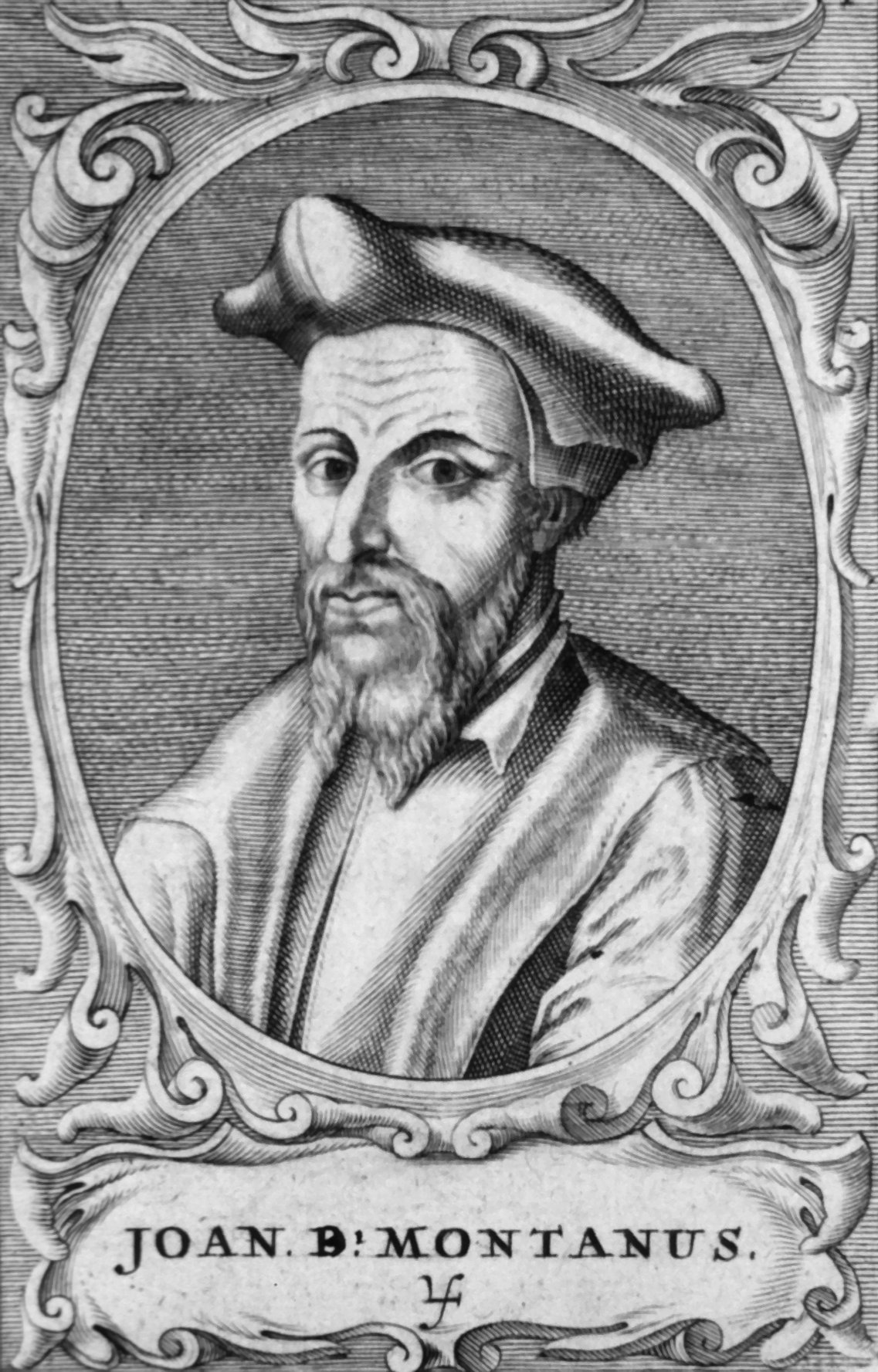
Giovanni Battista Monte

L'ospedale faceva parte del complesso quattrocentesco di San Francesco Grande, insieme al convento dei frati francescani Minori dell'Osservanza e alla chiesa di San Francesco Grande.
Fondato tra il 1414 e il 1416 per volere di Baldo de' Bonafarii e sua moglie, Sibilla de Cetto, che, ispirati da ideali evangelici e francescani, diedero vita a una struttura di assistenza per malati ed emarginati che veniva incontro a esigenze sociali emergenti.
La storia dell'ospedale si intrecciò fin dall'inizio con quella della città di Padova: nel suo ultimo testamento del 1421, Sibilla, rimasta vedova, ne affidò il governo e la direzione del patrimonio al prestigioso collegio dei Giuristi di Padova, che nominavano organi direttivi e figure amministrative dell'istituzione (i Governatori, il priore, il fattore e altri).
L'ospedale fu una delle più evolute realtà ospitaliere dell'età moderna, uno dei primi luoghi di applicazione e sperimentazione della scienza medica di ambito universitario, che maturò una specializzazione sanitaria nel ricovero e nella cura dei bisognosi, differenziandosi dagli antichi hospitia medievali, destinati all'accoglienza indifferenziata di pellegrini, poveri e viandanti. Il complesso, ampio 2700 metri quadri e dotato di strutture all'avanguardia, al suo interno presentava un loggiato su due ordini attorno a un cortile con un pozzo e comprendeva cortili, cisterne, orti, giardini e un cimitero. Ospitava due reparti separati, uno per uomini, l'altro per donne.
Vi furono collegamenti tra ospedale di S. Francesco e lo Studio di Padova: nella metà del XVI secolo sono attestate esercitazioni pratiche, cui parteciparono docenti e studenti di medicina. Il ruolo tradizionalmente attribuito a Giovanni Battista Monte in questa collaborazione è, tuttavia, discusso.
La collaborazione divenne più stretta in seguito alla creazione di un reparto di clinica medica nel 1764.
Verso la fine '700  l'istituzione cessò di esistere per motivi organizzativi e gestionali (insufficienza di spazi, sovraffollamento permanente, problemi di bilancio): nel 1798 i pazienti furono trasferiti nella nuova sede del Giustinianeo. Assorbito dal demanio in età napoleonica, l'ospedale è stato destinato ad altri usi e occupato in parte da abitazioni, botteghe, capannoni industriali e parcheggi.
La struttura è stata restaurata al costo di 9 milioni di euro ed ospita il MUSME che è aperto da giugno 2015 a gestione della società Palazzo della Salute s.r.l.

## Descrizione
Da via San Francesco l'Ospitale corrisponde alle prime undici arcate del complesso di San Francesco Grande, che inglobarono edifici precedenti acquistati dai coniugi Bonafari già nel 1393. Le seguenti arcate, rette dalle originali colonnette in pietra, sono parte della chiesa e del convento dei Minori non sono state restaurate. La facciata è stata ripristinata con l'originale intonaco rosaceo. Sono state riportate alla luce le grandi finestre che illuminavano gli ambienti dello spitale.
L'enorme edificio si estende poi tra chiostri e cortili e edifici minori di servizio collegati tra loro.